# 2014 FIFA World Cup Brazil
2014 Fifa World Cup Brazil é o jogo eletrônico oficial da Copa do Mundo FIFA de 2014, disputada no Brasil, e o quarto jogo da série FIFA. Desenvolvido pelo EA Canada e publicado pela EA Sports para Playstation 3 e Xbox 360, o jogo foi anunciado em fevereiro de 2014 e lançado em 15 de abril na América do Norte, 17 de abril na Europa e Austrália e dia 24 de abril no Japão e Brasil.

## Equipes
O jogo conta com o Brasil (país sede) e também conta com todas as 202 seleções que jogaram alguma partida pelas Eliminatórias da Copa do Mundo FIFA de 2014. As seleções nacionais que não estão no jogo por não terem participado das eliminatórias, apesar de serem membros da FIFA são:  Butão,  Brunei,  Guam,  Mauritânia,  Maurícia (que fez parte do sorteio das eliminatórias e desistiu antes do seu primeiro jogo nas eliminatórias africanas) e  Sudão do Sul (a qual se associou à FIFA no decorrer das Eliminatórias Africanas, não tendo podido então fazer parte das mesmas). Estas seleções possuem as nacionalidades no modo de editar jogador, mas se o jogador criado estiver com uma dessas nacionalidades acima ele não estará inscrito em nenhuma seleção.
As seleções em negrito são as classificadas para a Copa do Mundo FIFA de 2014
África (CAF)
| - Argélia - Angola - Benim - Botsuana - Burquina Fasso - Burundi - República Centro-Africana - Camarões - Cabo Verde - Chade - Comores - Congo - RD Congo - Costa do Marfim - Djibouti - Egito - Guiné Equatorial | - Eritreia - Etiópia - Gabão - Gâmbia - Gana - Guiné - Guiné-Bissau - Quénia - Lesoto - Libéria - Líbia - Madagascar - Malawi - Mali - Marrocos - Moçambique - Namíbia | - Níger - Nigéria - Ruanda - Senegal - Seicheles - Serra Leoa - Somália - África do Sul - São Tomé e Príncipe - Sudão - Essuatíni - Tanzânia - Togo - Tunísia - Uganda - Zâmbia - Zimbabwe |

Ásia (AFC)
| - Afeganistão - Austrália - Bahrein - Bangladesh - Camboja - China - Taipé Chinês - Hong Kong - Índia - Indonésia - Irã - Iraque - Japão - Jordânia - Coreia do Norte | - Coreia do Sul - Kuwait - Quirguistão - Laos - Líbano - Macau - Malásia - Maldivas - Mongólia - Myanmar - Nepal - Omã - Paquistão - Palestina - Filipinas | - Catar - Arábia Saudita - Singapura - Sri Lanka - Síria - Tadjiquistão - Tailândia - Timor-Leste - Turcomenistão - Emirados Árabes Unidos - Uzbequistão - Vietnã - Iêmen |

Europa (UEFA)
| - Albânia - Andorra - Armênia - Áustria - Azerbaijão - Bielorrússia - Bélgica - Bósnia e Herzegovina - Bulgária - Croácia - Chipre - Tchéquia - Dinamarca - Inglaterra - Estónia - Ilhas Faroé - Finlândia - França | - Macedônia do Norte - Geórgia - Alemanha - Grécia - Hungria - Islândia - Irlanda - Israel - Itália - Cazaquistão - Letónia - Liechtenstein - Lituânia - Luxemburgo - Malta - Moldávia - Montenegro - Países Baixos | - Irlanda do Norte - Noruega - Polónia - Portugal - Romênia - Rússia - San Marino - Escócia - Sérvia - Eslováquia - Eslovênia - Espanha - Suécia - Suíça - Turquia - Ucrânia - País de Gales |

América do Norte, Central e Caribe (CONCACAF)
| - Anguila - Antígua e Barbuda - Aruba - Ilhas Virgens Britânicas - Bahamas - Barbados - Belize - Bermudas - Canadá - Ilhas Caimã - Costa Rica - Cuba | - Curaçau - República Dominicana - Dominica - El Salvador - Granada - Guatemala - Guiana - Haiti - Honduras - Jamaica - México - Monserrate | - Nicarágua - Panamá - Porto Rico - São Cristóvão e Neves - Santa Lúcia - São Vicente e Granadinas - Suriname - Trinidad e Tobago - Turcas e Caicos - Estados Unidos - Ilhas Virgens Americanas |

América do Sul (CONMEBOL)
| - Argentina - Bolívia - Brasil - Chile | - Colômbia - Equador - Paraguai - Peru | - Uruguai - Venezuela |

Oceania (OFC)
| - Samoa Americana - Ilhas Cook - Fiji - Nova Caledônia | - Nova Zelândia - Papua-Nova Guiné - Samoa - Ilhas Salomão | - Taiti - Tonga - Vanuatu |

Extras
- adidas All-Star
- adidas Next-Gen
- Classic XI

## Estádios

### Licenciados
- Arena Amazônia
- Arena Corinthians
- Arena Fonte Nova
- Arena Pantanal
- Arena Pernambuco
- Estádio Beira-Rio
- Estádio Castelão
- Estádio Mineirão
- Estádio Nacional
- Arena da Baixada
- Estádio das Dunas
- Estádio do Maracanã

#### Estádios do Mundo
- Amsterdam Arena
- Estádio Azteca
- Olympiastadion
- Santiago Bernabeu
- Stadio Olimpico
- Wembley Stadium

### Genéricos
- Baba Yetu Stadium
- El Grandioso de Las Pampas
- Estádio de Las Cascadas
- Gold Lake Stadium
- Shibusaka Stadium
- Singeom Stadium
- Stade du 13 Octobre
- Stade du Lukanga
- Stadio San Dalla Pace